# Филипович, Радослав
Радослав Филипович (серб. Радослав Филиповић; род. 19 августа 1997, Нови-Сад) — сербский ватерполист, вратарь.
Начал клубную карьеру в 2019 году в клубе «Шабац». В дальнейшем играл за «Новый Белград» (2022—2023) и румынский «Диги Орадя» (2023—2024). С 2024 года защищает цвета «Раднички».
Неоднократно принимал участие в матчах Лиги чемпионов и Кубка Европы.
Бронзовый призёр юношеского чемпионата мира 2017 года. Его первым крупным взрослым турниром стал чемпионат мира по водным видам спорта 2024 года в Дохе, где сербы заняли шестое место.
Олимпийский чемпион 2024 года.